# Sint-Wulphykerk
De Sint-Wulphykerk (Frans: Église Saint-Wulphy) is de parochiekerk van de tot het Franse departement Somme behorende stad Rue. Het is de enige kerk die aan de lokale heilige Wulphy is gewijd.

## Geschiedenis
In de 12e eeuw werd een kerk gebouwd die echter in 1798, tijdens een storm, verwoest werd.
Van 1828-1833 werd een nieuwe kerk gebouwd in neoclassicistische stijl, naar ontwerp van Charles Sordi.

## Gebouw
De sobere voorgevel is uitgevoerd in natuursteen. Het portaal wordt gevormd door een fronton, gedragen door twee zuilen. Een kleine, met leien bedekte klokkentoren bevindt zich op het dak boven de voorgevel.
De kerk heeft een halfronde apsis.

## Interieur
Het orgel is van 1895 en werd gebouwd door Salomon Van Bever. Het koorgestoelte is 16e-eeuws en in renaissancestijl. In dezelfde stijl is de biechtstoel van 1584. Er zijn drie 16e-eeuwse houten heiligenbeelden.